# Star of Bengal
Die Star of Bengal war eine 1874 in Dienst gestellte Bark, die für die britische Reederei J. P. Corry & Co. Passagiere und Fracht beförderte. Am 20. September 1908 strandete das Schiff vor Coronation Island an der Nordwestküste der Prince-of-Wales-Insel und wurde ein Totalverlust.

## Das Schiff
Die Star of Bengal wurde 1874 in der renommierten Werft Harland & Wolff im nordirischen Belfast gebaut und lief am 3. Januar 1874 mit der Baunummer 86 vom Stapel. Sie war ein 1.870 BRT großes Segelschiff, das für die 1826 gegründete Reederei J. P. Corry & Co. gebaut wurde. Diese Gesellschaft war zunächst nur im Holzhandel von Großbritannien nach Kanada tätig, wechselte aber 1859 ihren Standort nach London und erweiterte ihren Passagier- und Frachtservice nach Indien, Australien uns Neuseeland.

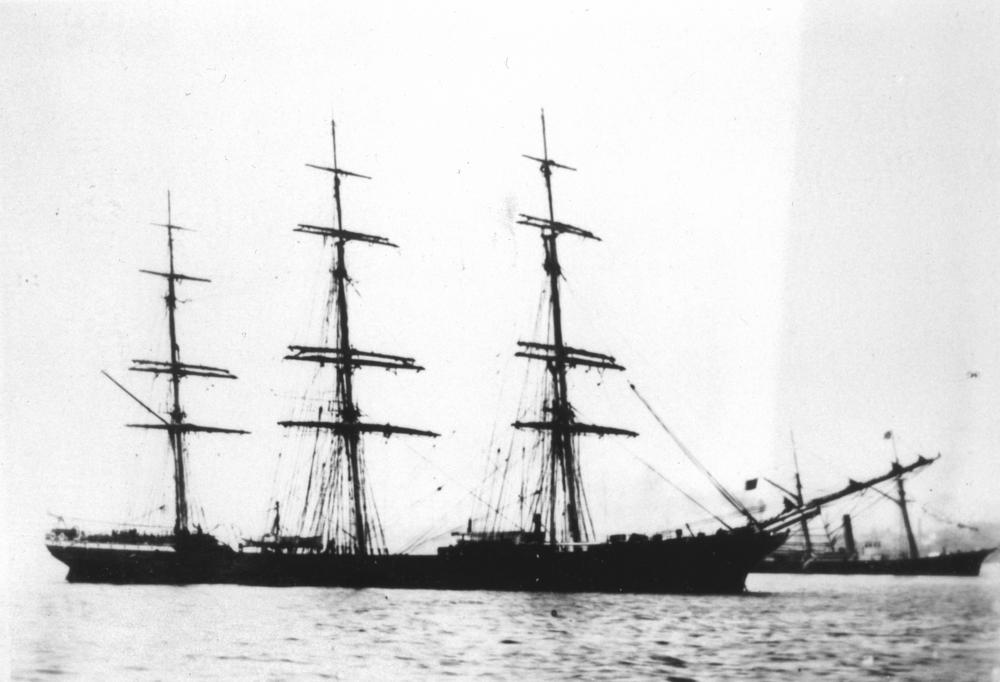
Undatierte Aufnahme

Der aus Eisen gebaute Dreimast-Segler war 80,15 Meter lang, 12,26 Meter breit und hatte einen maximalen Tiefgang von 7,17 Metern. Ihr Rufzeichen war MRCH. Die Star of Bengal war neben der ebenfalls 1874 in Dienst gestellten Star of Russia (1.981 t) das bis dahin größte Schiff ihrer Reederei. Am 25. Juli 1874 legte die Star of Bengal in London zu ihrer ersten Fahrt nach Melbourne ab. Sie traf nach 81 Tagen in ihrem Zielhafen ein. 1898 wurde das Schiff an J. J. Smith in San Francisco und 1906 an die Alaska Packer’s Association (ebenfalls San Francisco) verkauft.

## Untergang
Am Sonntag, dem 20. September 1908 fuhr die Star of Bengal durch dichten Nebel und bei schwerer See durch den Alaska Panhandle. Das Schiff hatte mit 137 Passagieren und Besatzungsmitgliedern und 5260 Fässern Lachs unter dem Kommando von Kapitän Nicholas Wagner in Wrangell (Alaska) abgelegt und befand sich auf dem Weg nach San Francisco. Die Star of Bengal wurde von den Schleppern Hattie Gage (Kapitän F. Farrar) und Kayak (Kapitän P. Hamilton) aus dem Hafen gezogen.
Das Wetter verschlechterte sich rapide und nahm sturmartige Ausmaße an. Es regnete sehr und die Sichtverhältnisse waren stark begrenzt. An der Küste von Coronation Island, einer Insel an der Südküste Alaskas in der Nähe von Craig Island, fuhr der Segler gegen 16.00 Uhr in ufernahes, flaches Gewässer und strandete schließlich auf den Felsen.
In dem Sturm und den starken Wellen brach die Star of Bengal in drei Teile und ging sehr schnell unter. Aufgrund des schlechten Wetters scheiterte der Versuch der Hattie Gage und der Kayak, die Bark aus der gefährlichen Situation zu befreien. 27 Besatzungsmitgliedern gelang es, sich an Land zu retten, darunter Kapitän Wagner. Alle übrigen Menschen an Bord kamen ums Leben. Wagner beschuldigte hinterher die Kapitäne der beiden Schlepper, für das Unglück verantwortlich zu sein. Das Logbuch und weitere Papiere wurden danach auf dem Strand gefunden.